# Retábulo de Santa Cristina
O Retábulo de Santa Cristina é uma pintura do artista renascentista Vincenzo Catena, datada de 1520  e executada em óleo sobre painel. A pintura representa a Santa com uma mó atada em seu pescoço por uma corda e sendo salva por anjos. Acima de Santa Cristina está Jesus Cristo representado abrigado nas nuvens com o estandarte da cruz em uma mandorla de luz. A pintura encontra-se exposta no Museu de Santa Maria Materdomini, em Veneza, na Itália.